# Психогенетика
Психогене́тика (греч. psychе — душа и греч. genesis — происхождение) — наука о наследственности и изменчивости психических и психофизиологических свойств, возникшая на стыке психологии и генетики. В западной литературе чаще применяется термин «генетика поведения» (behavioral genetics).
Предметом психогенетики является взаимодействие наследственности и среды в формировании межиндивидуальной вариантности психологических свойств человека (когнитивных и двигательных функций, темперамента). В последние годы активно развиваются такие отрасли психогенетики, как генетическая психофизиология, исследующая наследственные и средовые детерминанты биоэлектрической активности мозга, генетика индивидуального развития, а также геномика поведения, изучающая влияние генетических эффектов на поведение и различные виды психопатологий.

## Предмет психогенетики
Психогенетикой изучаются в первую очередь те психические и психофизические свойства человека, которые могут быть достоверно оценены и изучены. В частности, предметом исследования часто становится наследуемость и изменчивость:
- девиантных форм поведения;
- психических болезней;
- типов темперамента;
- типов мозговых ритмов[2].

## Методы психогенетики
Так называют методы, позволяющие определить влияние наследственных факторов и среды на формирование тех или иных психических особенностей человека. Основными методами психогенетики являются: популяционный, генеалогический, метод приемных детей и метод близнецов.
- Метод близнецов является одним из наиболее информативных.

Он основан на том, что монозиготные (однояйцевые) близнецы имеют идентичный генотип, дизиготные (двуяйцевые) — неидентичный.
При этом члены близнецовых пар любого типа должны иметь сходную среду воспитания, тогда большее внутрипарное сходство монозиготных близнецов по сравнению с дизиготными может свидетельствовать о наличии наследственных влияний на изменчивость изучаемого признака.
Существенное ограничение этого метода состоит в том, что сходство собственно психологических признаков монозиготных близнецов может иметь и негенетическое происхождение.
- Генеалогический метод — исследование сходства между родственниками в разных поколениях.

Для этого необходимо точное знание ряда признаков прямых родственников по материнской и отцовской линиям и охват возможно более широкого круга кровных родственников.
Возможно также использование данных по достаточному числу разных семей, позволяющему выявить сходство родословных.
Этот метод применим главным образом в медицинской генетике и антропологии. Однако сходство поколений по психологическим признакам может объясняться не только генетической их передачей, но и социальной преемственностью.
- Популяционный метод позволяет изучать распространение отдельных генов или хромосомных аномалий в человеческих популяциях.

Для анализа генетической структуры популяции необходимо обследовать большую группу лиц, которая должна быть репрезентативной, то есть представительной, позволяющей судить о популяции в целом. Этот метод также более информативен при изучении различных форм наследственной патологии.
- Анализ наследуемости нормальных психологических признаков — данный метод, взятый изолированно от других методов психогенетики, надежных сведений не дает, ибо различия между популяциями в распределении той или иной психологической особенности могут вызываться социальными причинами, обычаями и т. д.
- Метод приёмных детей — сопоставление сходства по какому-либо психологическому признаку между ребенком и его биологическими родителями, с одной стороны, ребенком и воспитавшими его усыновителями — с другой.

Методы предполагают обязательную статистическую обработку, специфическую для каждого метода. Наиболее информативные способы математического анализа требуют одновременного использования по крайней мере двух первых методов.